# Monti Ėsutajskij
I monti Ėsutajskij (in russo Эсута́йский хребет?) sono una catena montuosa della Siberia Orientale meridionale (Territorio della Transbajkalia) che fa parte dell'altopiano Chėntėj-Daur. Si trovano sulla riva sinistra del medio corso del Čikoj e del suo affluente Čikokon. Prendono il nome dal tributario di sinistra del Čikoj, lo Jasytaj (o Ėsutaj, 1 997 m), che scende dalla vetta omonima.
La catena montuosa si estende per circa 60 km in direzione nord-est, a partire dal suo punto più alto, il monte Asakanskij Golec (2 071 m), dove si collega con i monti Asinskij, fino alla confluenza nel fiume Čikoj del suo affluente di destra Žergej. La larghezza massima della cresta (senza speroni) raggiunge i 50 km. Le altezze predominanti vanno dai 1 600 ai 1 900 m.
La dorsale è composta da rocce prevalentemente di età tardo paleozoica. Il rilievo è dominato da montagne medio-alte con pendii più ripidi nelle valli fluviali. I tipi di paesaggio predominanti sono la taiga montana, la foresta prealpina e i gol'cy.